# Amelia Earhart
Amelia Mary Earhart (engelskt uttal: [ˈɛəɹhɑɹt]), född 24 juli 1897 i Atchison, Kansas, förmodligen död omkring 2 juli 1937 i västra Stilla havet, var en amerikansk pilot. Hon blev berömd genom en rad djärva långflygningar och verkade för att kvinnor skulle ges samma möjligheter som män att utbilda sig inom flyget.
1920 påbörjade hon en förberedande kurs för utbildning till läkare vid Columbia University i New York men fullföljde den inte. Efter en första flygtur med instruktören Frank Hawks tog hon lektioner för flygläraren Neta Snook, köpte sitt första flygplan, en Kinner Airster, och satte ett inofficiellt höjdrekord för kvinnor på 4 200 meter.
I juni 1928 flög Earhart som första kvinna över Atlanten i en Fokker F.VII med piloterna Wilmer Stultz och Louis Gordon vid spakarna. De landade välbehållna i Wales efter 20 timmar och 40 minuter. Earhart hyllades, blev välkänd i Amerika och Europa och kunde därefter helt ägna sig åt flygning. 
Hon deltog i tävlingar, satte rekord av olika slag, mottog belöningar och gjorde ett antal långflygningar: I maj 1932 från Newfoundland mot Paris men landade på Nordirland. I augusti 1933 från Los Angeles till Newark. I januari 1935 över Stilla havet från Honolulu, Hawaii, till Oakland i Kalifornien och i april samma år från Los Angeles till Mexico City. Hon startade i mars 1937 en jordenruntflygning västerut från Oakland men måste avbryta efter ett tillbud i Honolulu. Hon startade på nytt i juni från Miami, denna gång österut och försvann spårlöst vid etappen från Lae på Nya Guinea till ön Howland 2 juli 1937.

## Biografi

### Uppväxt
Amelia Earharts föräldrar var Samuel ”Edwin” Stanton Earhart (1868–1930) och Amelia Otis Earhart (1869–1962). Hon föddes i sina morföräldrars hus i Atchison. Hennes far Edwin Earhart var vid den tiden verksam som advokat i Kansas City.
Amelia och den yngre systern Muriel uppfostrades hos morföräldrarna och återförenades inte förrän 1908 med föräldrarna. Då hade hennes far tagit en anställning vid ett järnvägsföretag, vilken medförde att familjen ofta flyttade. När Earhart 1917 avslutade sina studier vid Hyde Park High School i Chicago hade hon bott och gått i skola i Kansas, Illinois, Iowa, Minnesota och Missouri. Hon fortsatte sin utbildning vid Ogontz School i närheten av Philadelphia.
1917 besökte hon sin syster Muriel i Toronto, där hon började arbeta som frivilligt sjukvårdsbiträde vid ett militärsjukhus som tog emot sårade från USA:s krigsinsatser i Europa under första världskrigets slutskede. De sårade piloternas berättelser fick henne att intressera sig för flygning.
Två år senare sökte hon sig som frivillig sjukvårdare till ett militärt konvalescentsjukhus i Toronto. 

### Pilotutbildning
Familjen flyttade 1920 till Los Angeles. Earhart började ta flyglektioner av den kvinnliga piloten Anita Snook, fick i oktober 1922 sitt flygcertifikat och köpte en Kinner Airster, som fick smeknamnet The Canary på grund av sin gula färg. Med det planet deltog hon i uppvisningar och utställningar. I detta enmotoriga biplan med öppen förarkabin satte hon höjdrekord för kvinnliga piloter på 4 200 meter. När hon nått den höjden stannade motorn, men hon fick igång den och landade utan problem.
1924 sålde hon sin ”Canary” och började arbeta som socialarbetare i Boston. Flygningen förblev dock hennes stora intresse, som hon ägnade all sin lediga tid och de pengar hon kunde avvara. Hon investerade en mindre summa i byggandet av en flygplats utanför staden och åtog sig att marknadsföra Kinnerflygplanen.
En välbärgad amerikanska, Amy Guest, bosatt i London, hade planerat att bli den första kvinnan som flög över Atlanten, men efter familjens protester gick hon med på att lämna över till en ersättare. Publicisten George P. Putnam, som arrangerade flygningen, valde den då okända Amelia Earhart som ersättare. Hon hade bakom sig cirka 500 timmars flygning, men fick inte föra planet på grund av att hon saknade tillräcklig erfarenhet av instrumentflygning. Hon accepterade erbjudandet.  Planet, en Fokker F.VII, fick namnet The Friendship, vilket senare blev ett modellnamn hos Fokker. Starten skedde från Newfoundland den 17 juni 1928  med piloten Wilmer Stultz och andrepiloten/mekanikern Louis Gordon vid spakarna och Earhart som passagerare. De flög på instrument över Atlanten och landade i tät dimma efter 20 timmar och 40 minuter i Wales, inte på Irland som planerat. Earhart fick mer uppmärksamhet än piloterna och blev känd över hela USA och Europa.

### Långflygningar och autogiro

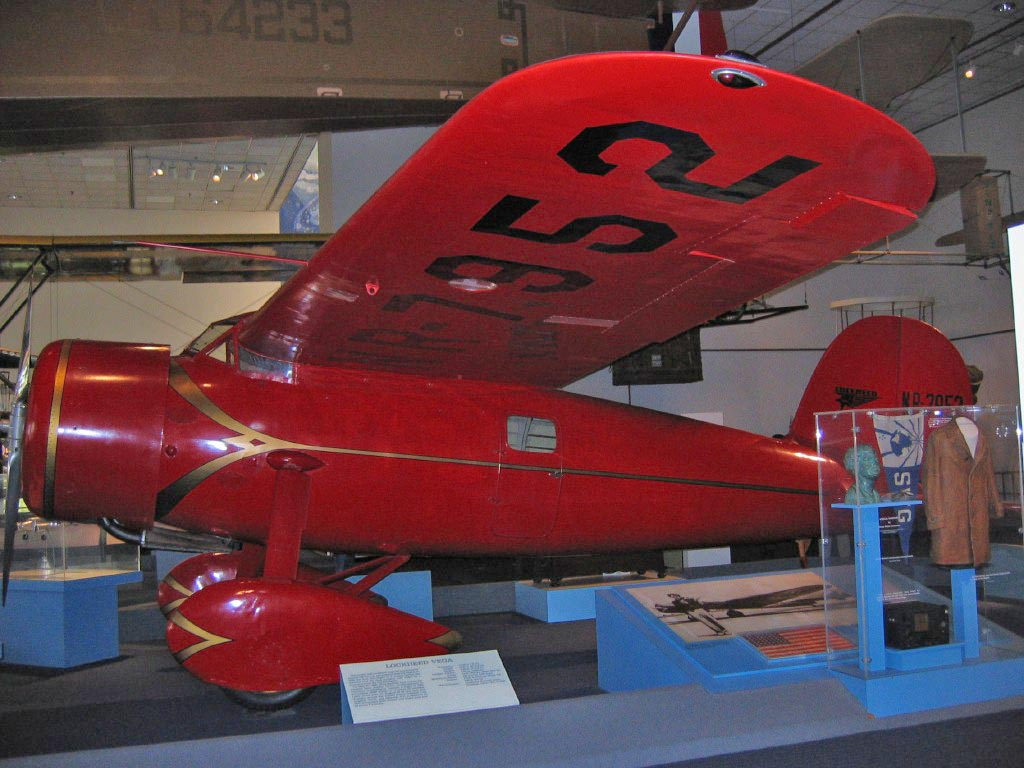
Earharts Lockheed Vega 5b står på museum.

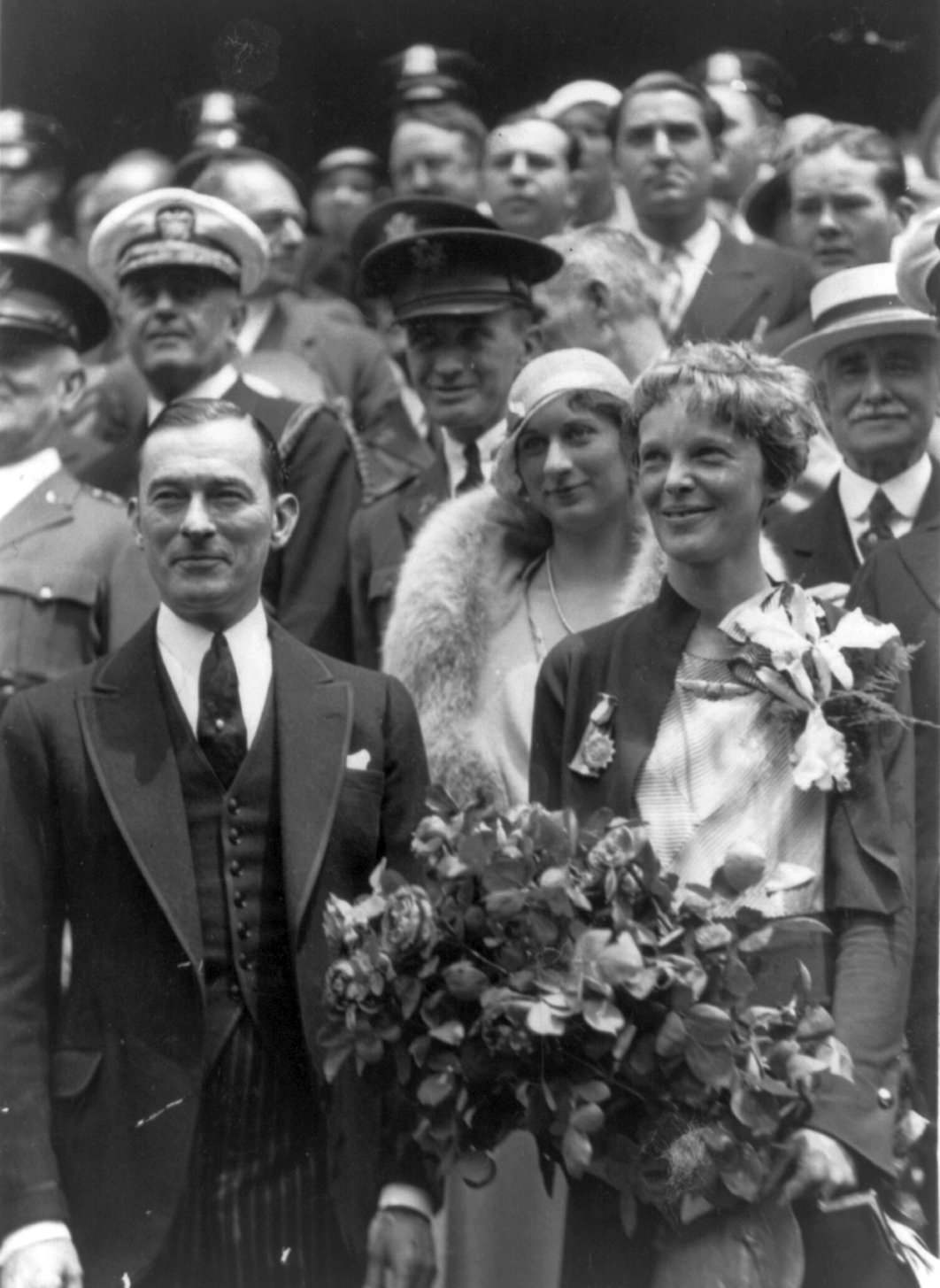
Earhart med New Yorks borgmästare Jimmy Walker, 1932.

Nu var Earhart en känd person. Hon kunde sluta som socialarbetare och försörja sig med olika arbeten inom flyget. Hon blev kolumnist i lokalpressen, genomförde föredragsturnéer och arbetade på olika sätt med att främja flygutbildning för kvinnor. 1929 bildade hon The Ninety-Nines, en intresseförening för 99 licensierade kvinnliga piloter. Samma år blev hon trea i All Women’s Air Derby, en tävling som hon själv organiserat för att ge kvinnor chansen att visa att de var lika bra piloter som män. I ett par omgångar förbättrade hon sitt eget höjdrekord. 
I mars 1930 köpte hon en Lockheed Vega 5 NC7952. Planet slog runt vid en landning i september i Norfolk, Virginia. Det tog lång tid att reparera planet och Earhart använde tiden till att provflyga  autogirotillverkaren Pitcairns nya Pitcairn PCA-2-maskin. I april 1931 satte hon ett inofficiellt höjdrekord med autogiro på 5 600 meter. I maj startade hon en flygning kust till kust från Newark, New Jersey, till Oakland, vilken tog en vecka. Det blev inget rekord för det visade sig att en annan pilot gjort en identisk flygning en vecka tidigare. Tillbaka i New Jersey råkade hon ut för att autogiron vid en demonstration störtade till marken från 20 meters höjd och förstördes. Earhart klarade sig oskadd men återgick därefter till att flyga vanliga plan.
År 1931 gifte hon sig med George Putnam, som därefter organiserade alla hennes olika flygningar.
Charles Lindbergh hade 1927 gjort en ensamflygning över Atlanten. Earhart ville bli den första kvinnan som gjorde detsamma.
Den 20 maj 1932 startade hon från Harbor Grace i Newfoundland med en Lockheed Vega med avsikten att liksom Lindbergh landa i Paris. Hon mötte hårda vindar och snabbt skiftande väder, höjdmätaren slutade fungera efter några timmar och flygbränsle läckte in i förarkabinen. Vid ett tillfälle gick planet i spinn och föll bortåt 900 meter innan hon lyckades räta upp det. Efter 15 timmar och 18 minuter nådde hon land nära  Londonderry på Irland. Hon var då den första kvinna som soloflugit över Atlanten och hade med  3 261 kilometer gjort den längsta nonstopflygningen av en kvinna. Tillbaka i USA mottog hon utmärkelsen The U.S. Distinguished Flying Cross och fick The Harmon Trophy som världens mest framstående pilot detta år. Den senare fick hon också 1934.
I juni 1934 sålde hon sin Vega NC7952 och köpte en annan modell med beteckningen NR965Y. Detta plan fördes 22 december 1934 med båt till Honolulu för en långflygning från Hawaii till Kalifornien. Det var en sträcka som kostat flera piloter livet, senast engelsmannen Charles Ulm. Han och två besättningsmän hade ett par veckor tidigare försvunnit i ett tvåmotorigt plan på väg från Oakland till Hawaii. Ett stort uppbåd av flygplan och skepp, bland annat kustbevakningskuttern Itasca, hade sökt efter dem utan att finna något spår. Medan planet i två veckor utrustades för flygningen från Oahu till Oakland med bland annat extra bränsletankar och radioutrustning togs sex fotografier av Earhart och planet ute på flygfältet Wheeler Field samt längre fram ett sjunde av jublande människomassor vid ankomsten till Oakland Den 11 januari 1935  startade hon från detta fält och nådde utan incidenter Oakland efter 18 timmar och 16 minuter.

### Jorden runt
Under reparationstiden ändrades planerna. Färden skulle gå österut, från Kalifornien tvärs över den nordamerikanska kontinenten, över till Sydamerika, så till Afrika, Asien, Indonesien, Nya Guinea och avslutningsvis över Stilla havet till Honolulu på Hawaii. Där skulle hon landa efter tjugoåtta av Putnam schemalagda mellanlandningar för bränslepåfyllning och 43 400 kilometers flygning.
Det stod klart att det sista steget från Lae på östra udden av Nya Guinea till Honolulu skulle bli det mest problematiska. Planet hade extratankar för bränsle mellan förarkabinen där Earhart satt och kabinen där hennes navigatör höll till, men det skulle trots detta bli nödvändigt att tanka på vägen. Detta skulle ske på den lilla obebodda ön Howland som var 2,4 km lång, 800 meter bred och belägen 4 225 km nordväst om Lae. En kutter, Itasca, från USA:s kustbevakning stationerades vid Howland för att fungera som radiofyr. Den skulle lotsa Earhart till ön med hjälp av upprepade radiosignaler på en viss given våglängd.

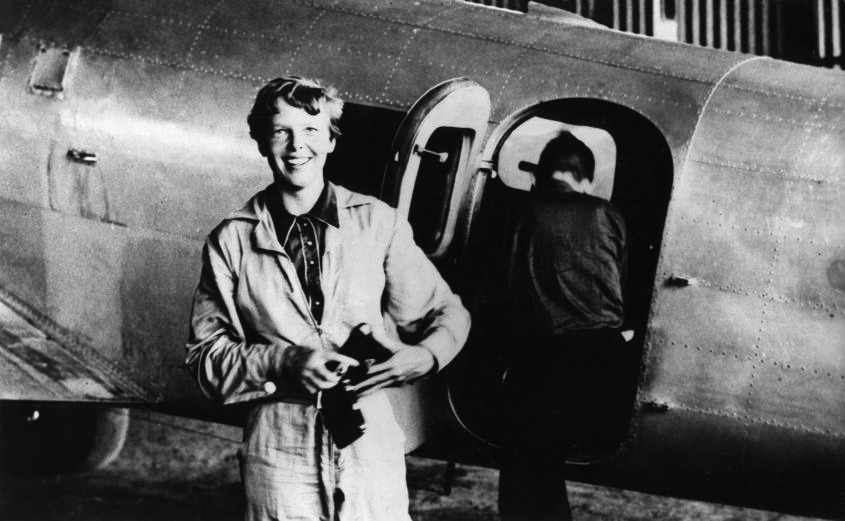
Earhart vid Electran. Noonan på väg in.

Earhart och hennes navigatör Fred Noonan startade 20 maj 1937 från Oakland i en tvåmotorig, rödvingad Lockheed Electra och flög till Miami, Florida. Vissa fel upptäcktes på vägen och de stannade för underhåll och justeringar i Miami till 1 juni. För att så kort tid som möjligt befinna sig över öppet hav flög de från Miami till Natal i Brasilien och tog därifrån språnget över Atlanten. De landade i Saint-Louis i Senegal efter drygt tretton timmar. I Afrika gjorde de sju mellanlandningar, den sista i Assab, Etiopien, och så företog de historiens första non stop flygning från Afrika till Asien. Den förde dem till Karachi i Pakistan och vidare till Calcutta i Indien. De gick ner i Rangoon, Burma, i Bangkok, Thailand, och i Bandung, Indonesien. I Bandung tvingades de stanna flera dagar, dels för reparationer och dels för att Earhart blev sjuk i dysenteri. Så snart hon tillfrisknat flög de vidare. Tidsschemat måste hållas. Vid varje mellanlandning och vid slutmålet i Honolulu på Hawaii väntade mottagningskommittéer, entusiastiska människoskaror och ett uppbåd av pressfolk. Nyheter från färden var förstasidesstoff i tidningarna världen över.
Den 29 juni landade de i Lae på Nya Guinea. Så långt hade Earhart inte använt sig av moderniteten radiopejling, men sådan var nödvändig för den vidare färden. I Lae genomgick flygplanet en grundlig undersökning, tankarna fylldes och så bar det av klockan 12.30 den 2 juli. En kort film från denna start finns på TIGHAR.org.

### Försvinnandet

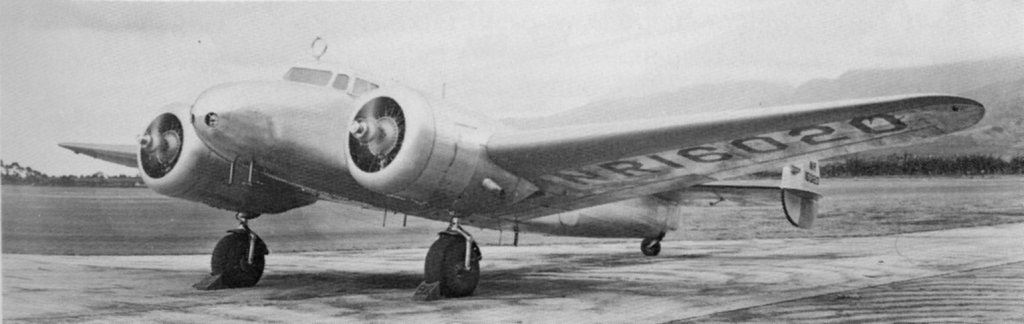
Earharts Electra. Lägg märke till radiopejlens ramantenn på förarkabinen.

E var tungt lastad trots att man plockat ut allt som inte var absolut nödvändigt, bland annat fallskärmarna. Färden från Lae till Howland beräknades till arton timmar. Efter sju timmar och tjugo minuter mottog flygplatsen i Lae ett sista radiomeddelande från planet. Lite senare uppfångade flygledningen på ön Nauru ett meddelande i vilket Earhart rapporterade att de låg exakt på kursen och att hon såg ett fartyg nedanför på havet.

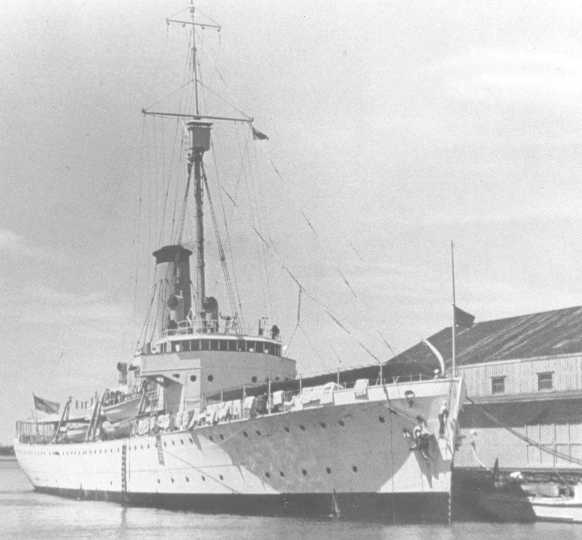
Kustbevakningskuttern USCGS Itasca

Kuttern Itasca sände väderrapporter och radiosignaler varje halvtimma, men fick inga svar. Första gången kutterns operatörer hörde av Earhart var med ett mycket otydligt meddelande klockan 2.45. En timma senare kom ett tydligare där hon bad om vägledande radiosignaler. Uppenbarligen hörde hon inte signalerna från Itasca, vilket var katastrofalt. Frederick J. Hooven ger i en not skriven i juni 1982 följande förklaring: Earhart lät, troligen i Miami, ta bort den moderna radiokompass, uppfunnen av Hooven, som monterats i Electran, en tung apparat som delvis skymde sikten för piloten. Detta gjordes utan att hon var medveten om att hennes gamla radioutrustning inte kunde ta emot så högfrekventa signaler som Itasca på hennes egen begäran använde.

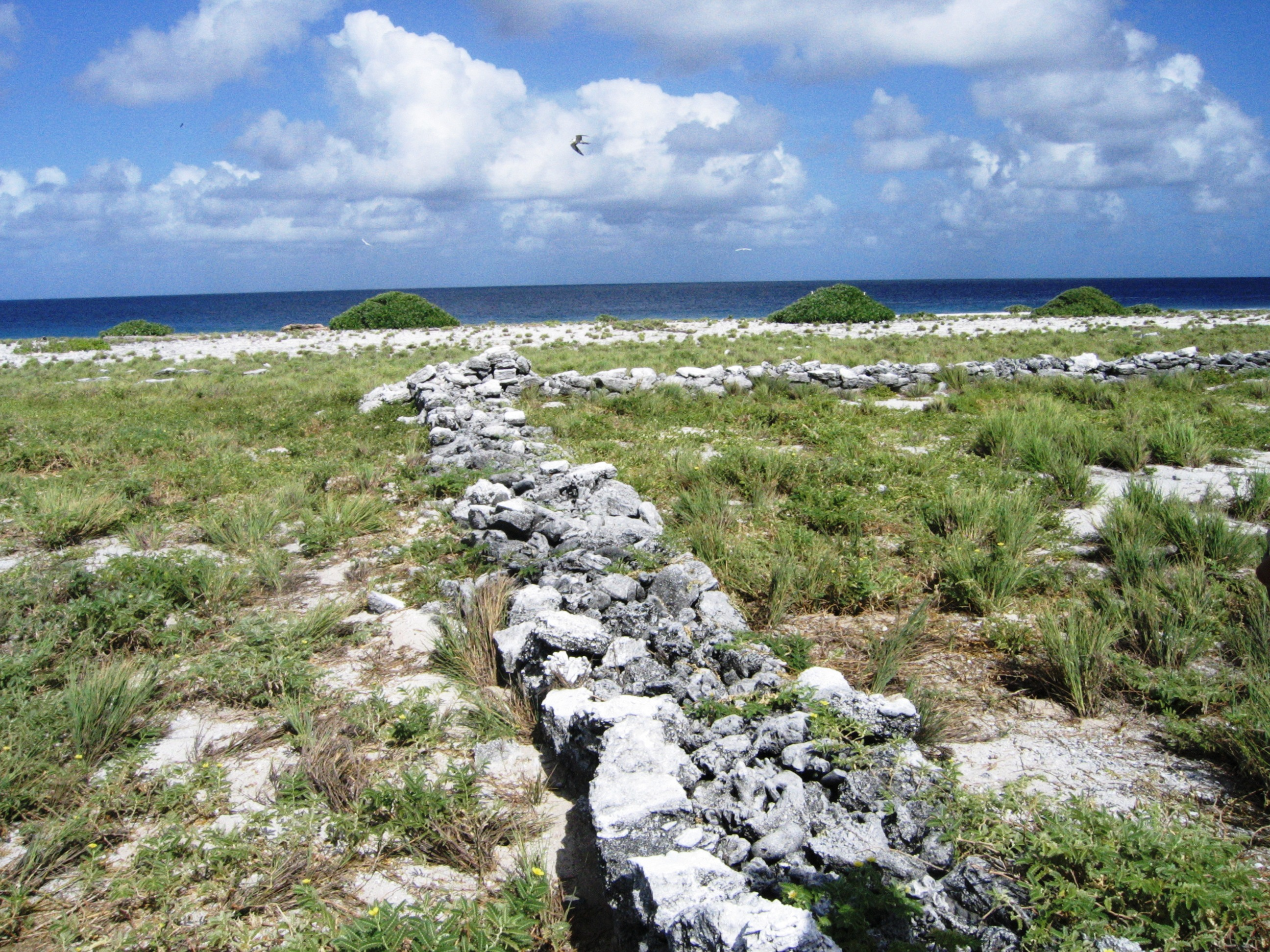
Ön Howland med rester efter ett bosättningsförsök 1935.

När Earhart och Noonan varit i luften i nära tjugo timmar, mot beräknade arton, och besättningen på Itasca börjat tro att de havererat, kom ett nytt meddelande från Earhart. Hon sa att de nu måste vara rakt ovanför kuttern och ön men att hon inte kunde se dem och att hon inte hade mycket bränsle kvar. Itasca svarade genast, och denna enda gång hörde hon och måste alltså ha varit alldeles nära skeppet. Hon meddelade att hon visserligen fått in signalen men inte lyckats att med hjälp av den få in bäringen till skeppet.  
En timme senare, kl 8.42 gav kaptenen på Itasca order om att meddelandet att Earhart havererat i havet skulle sändas till kustbevakningens högkvarter i San Francisco. Då hörde ett par män på däck ett sista meddelande från Earhart. Det uppfattades som en anvisning om var besättningen skulle söka efter vraket:
”We are on the line of position 157-337. We are running north and south.”
Sökandet började. Itasca lättade ankar och styrde mot det område där de trodde att planet havererat. President Roosevelt gav personligen order om massiva insatser till sjöss och från luften. Med start 3 juli genomsöktes området av nio skepp ur den amerikanska flottan och kustbevakningen samt sextiosex flygplan men man fann inga spår av planet. Den 18 juli avblåstes de officiella eftersökningarna.

## Teorier omkring försvinnandet

### Tidiga år
Under årens lopp har ett stort antal utredningar, rapporter, avhandlingar och böcker skrivits om försvinnandet. De flesta hypoteserna om vad som hänt bygger på föreställningen att planet havererat någonstans i havet. 
En hypotes, som återuppväckts 1966 av Fred Goerner i boken The search for Amelia Earhart, är att Earhart skulle haft i uppdrag att för USA:s räkning fotografera japanska militäranläggningar och att hon och Noonan tagits till fånga och avrättats av japanerna. Detta tillbakavisades redan 1949 av såväl den amerikanska arméns underrättelsetjänst som United Press. 
|  | Electrans troliga flygrutt över Stilla havet och |

|  | Kursen hon antagligen styrde mot sydost som skulle ha fört dem mellan Nikumaroro och McKean Island. |

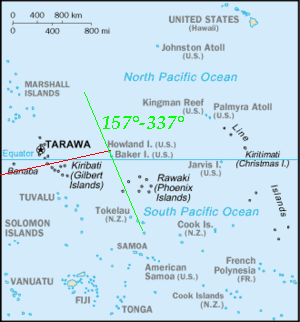

En annan av TIGHAR avlivad myt är att Earhart, när hon lämnade sitt sista meddelande, skulle varit i panik, vilse och haft mycket litet bränsle kvar. I själva verket agerade hon mycket professionellt och hade bränsle för fyra timmars flygning. 
En tredje är att navigatören Noonan skulle ha varit alkoholist. Det finns det inga belägg för – han var känd som en av de allra bästa i sitt yrke.
The Earhart project ser som det mest troliga scenariot att Earhart och Noonan använde det återstående bränslet för att ta sig till närmaste fastland, det vill säga den lilla obebodda atollen Nikumaroro (tidigare Gardner Island) i ögruppen Phoenixöarna, som ligger på linjen 157-337, och att de landat på revet som vid ebb är ovanför vattnet. Flygplansvraket har sedan vid högvatten sköljts ner från revet och därför inte upptäckts från luften. Det finns inga säkra bevis för detta, men indicierna är många. 
Av Hoovenrapporten framgår att den antagligen främsta orsaken till olyckan var bristande koordinering och planering av etapperna, och delvis, därmed sammanhängande, att Earhart inte var helt på det klara med egenskaperna hos sin radioutrustning. Med tanke på att hon skulle flyga över mer än 4 000 kilometer öppet hav och hitta en ö som var två kilometer lång, var felmarginalen mindre än 0,6 grader. Bara en sådan detalj som att befälhavaren på Itasca och Earhart inte hade koordinerat enligt vilken tidszon de skulle ta kontakt per radio, var tillräckligt för att orsaka förvirring. Än mindre var det klart överenskommet vilka frekvenser som skulle användas, och dessutom var den antenn som fanns kvar på Electran inte lämplig för vare sig pejling eller kommunikation på frekvenser över 1 500 kilohertz, vilket var vad Itasca använde.

### Senare efterforskningar
Föreningen The International Group For Historic Aircraft Recovery (TIGHAR) har sedan 1980-talet företagit ett antal expeditioner till Nikumaroro för att försöka finna bevis för teorin att Earhart och Noonan nått den obebodda ön Nikumaroro och levt där en kortare tid.  Vid den expedition som ägde rum i augusti 2007 fann man bland annat delar av en fällkniv, en hälsula som skulle kunna komma från Earharts sko, en nästan mikroskopisk samling plexiglas från en vindruta, delar av ett blixtlås och en bit av en spegel. Vid expeditionen 19 maj - 14 juni 2010 sökte man särskilt efter artefakter (ting som tillverkats av människor) i hopp om att på dem finna spår av DNA. För att hitta föremål dolda i jorden prövades georadar (GPR), men utan framgång. Expeditionen hade också uppgiften att söka efter delar av flygplansvraket, som troddes ha sköljts från revet ner i havet.  Revet visade sig stupa mycket brantare mot havsbottnen än man föreställt sig. Sökandet måste ske på 1000 meters djup, något som denna expedition inte hade möjlighet till.
I december 2010 hittades på Nikumaroro tre små benbitar som skulle kunna härröra från Earhart.  Benen är inte DNA-testade än och skulle även kunna komma från en sköldpadda.
Den 1 mars 2011 meddelas från Papua Nya Guinea, att ett på 70 meters djup nordväst om Buka i Bouganville funnet flygplansvrak skulle kunna vara Earharts. Vraket hittades ursprungligen 2002 av dykande lokala fiskare. Gamla män och kvinnor från ön berättar om en händelse för länge sedan. Ett flygplan havererade i dåligt väder när en blixt träffade dess vänstra vinge och störtade i havet med nosen före. 
I december 2023 kan vraket av flygplanet ha hittats på 5000 meters djup, 160 kilometer från Howlandön, då en kontur av något som liknar flygplanet synts på ekolod. Närmare undersökningar får visa om det är rätt flygplan.

## Minnen och i kulturen

### Minnesmärken

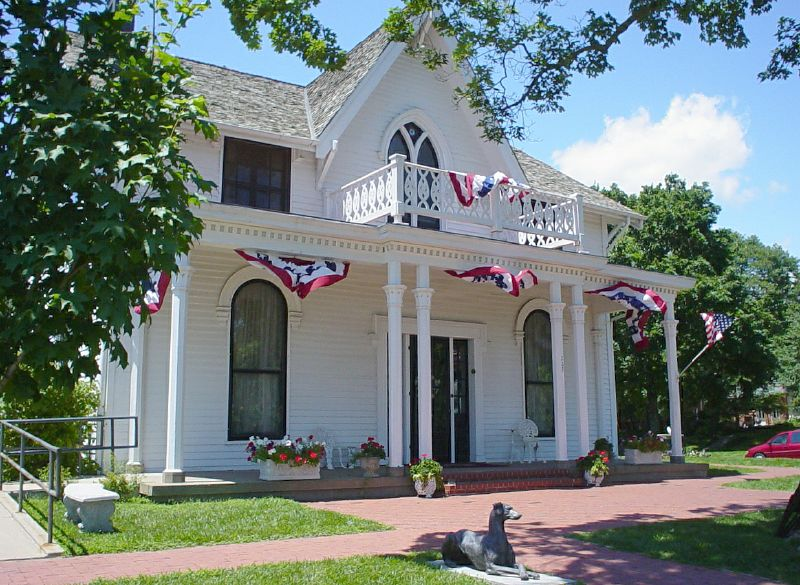
Amelia Earharts barndomshem i Atchison

- Det hus i vilket Earhart föddes har gjorts till museum med namnet Amelia Earhart Birthplace Museum.[29] Huset byggdes på 1860-talet av Earharts morfar domaren Alfred G. Otis, blev kulturminnesförklarat 1971 och administreras sedan 1984 av Ninety-Nines. Huset har återställts i det skick det var vid Earharts födelse och möblerna är från den tiden. Det förra köket hyser numera en presentaffär.

- The George Palmer Putnam Collection of Amelia Earhart Papers är en samling brev, fotografier, kartor, dokument, tidningsklipp och anteckningar som har med Earhart att göra, samt de kuvert som Earhart hade med på jorden runtflygningen och vid anhalterna skickade till samlare. Kollektionen har skänkts till Purdue-universitet av George Putnam.[30]

- Inför Earharts flygning jorden runt byggdes 1937 en landningsbana och en tjugo meter hög dagfyr på ön Howland. Efter hennes död fick tornet status som minnesmärke med namnet Amelia Earhart Lighthouse. Det förstördes av japanerna under andra världskriget och reparerades delvis 1963. Ursprungligen var det målat i svart och vitt men är numera omålat.[31]

- 1967 flög som en hedersbevisning Ninety-Nine medlemmen Ann Dearing Holtgren Pellegreno med tre besättningsmän en Lockheed 10A Electra samma rutt jorden runt som Earhart 1937. Efter en mellanlandning på Nauro nådde hon Howland, gjorde en överflygning över ön den dagen och vid den tidpunkten som Earhart och Noonan trettio år tidigare skulle nått den. Hon kastade personligen ner en blomsterkrans och fortsatte sedan till Oakland. Därmed hade hon kompletterat en 45000 km lång jordenruntflygning. [32]

- 1997, sextio år efter Earharts försvinnande, flög Linda Finch, en affärskvinna från San Antonio, samma rutt som Earhart i en restaurerad 1935 års Lockheed Electra 10E. Hon mellanlandade i 18 länder innan hon två och en halv månad senare den 28 maj 1997 avslutade flygningen i Oakland. [33]

- Asteroiden 3895 Earhart är uppkallad efter henne.[34]

### Earhart inom populärkultur
- I Star Trek: Voyager-avsnittet The 37’s förekommer Earhart och navigatören Fred Noonan som några av de människor som förts från jorden 1937 till andra sidan galaxen. I avsnittet spelas Earhart av Sharon Lawrence och Noonan av David Graf.

- I spelfilmen Natt på museet 2 har Amelia Earhart, spelad av Amy Adams, en stor roll som medhjälpare till huvudpersonen (spelad av Ben Stiller).

- I Amelia (2009), spelar Hilary Swank Amelia Earhart.

- Teater Vanessas manusskrivare Lise Drougge har sett Hoovens teori om orsakerna till katastrofen som den bäst underbyggda och lagt fram den i pjäsen Pionjärerna. Denna skrevs 2002 och har underrubriken   Till minne av Harriet Quimby, Bessie Coleman, Ruth Nichols, Beryl Markham, Jacqueline Cochran, Anita Snook och Amelia Earhart. Dessa kvinnliga piloter var alla pionjärer i flygets historia.[35]

### Film
- Earhart filmades ofta. En samling videoklipp som visar henne, hennes flygplan, mottagningar,  hyllningar och take-off-tillfällen, kan ses på video.google.com.[36]

## Utmärkelser och milstolpar

### Utmärkelser i urval
- Hedersmedlem av Escadrille La Fayette, Paris, 1932
- Distinguished Flying Cross, Los Angeles, 18 juli 1932
- National Geographic Society's guldmedalj, 21 juni 1932
- Riddare av kung Leopolds orden, av kung Albert. Belgien 13 juni 1932
- the Harmon Trophy as America’s Outstanding Airwoman två gånger
- Korset för Riddare av Hederslegionen, av Frankrikes regering
- Hedersmedlem i National Aeronautic Association (där hon varit styrelsemedlem i flera år)
- Hedersmedlem i the British Guild of Airpilots and Navigators

### Milstolpar
Amelia Earhart var sedan barnsben mån om att göra saker lika väl som någon man, och ägnade en stor del av sitt liv till att uppmuntra kvinnor att ta chansen. Åtskilligt var hon första kvinna att uppnå.
1. Första kvinnan som varit med och flugit över Atlanten
2. Första kvinnan som flugit över Atlanten vid spakarna, två gånger dessutom, den första solo
3. Första kvinnan som flugit en autogiro
4. Första personen som flugit tvärs över Nordamerika med en autogiro
5. Första kvinnan som tilldelats the Distinguished Flying Cross
6. Första kvinnan som flugit nonstop tvärs över Nordamerika
7. Första personen som flugit från Hawaii till USA

Dessutom ett flertal rekord för tiden, bland annat flera höjdrekord för kvinnor och fartrekord, bland annat snabbaste tiden från Los Angeles till Newark.